# Thanboddhay-Pagode

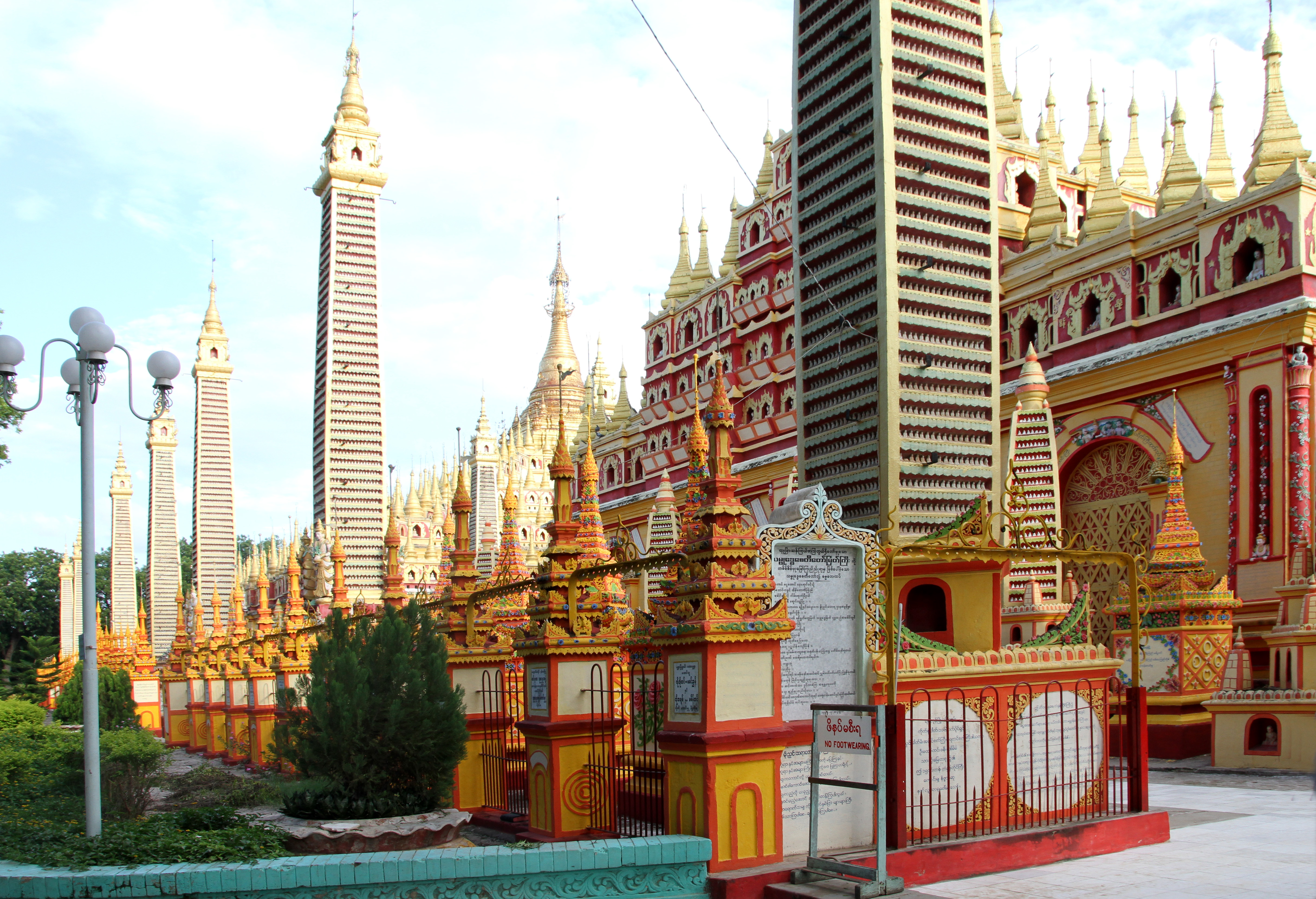
Thanboddhay- oder Sambuddha-Kat-Kyaw-Pagode

Die Thanboddhay-Pagode (birmanisch သမ္ဗုဒ္ဓေဘုုရား, auch Sambuddha-Kat-Kyaw-Pagode) ist eine buddhistische Tempelanlage bei Monywa in Myanmar.

## Beschreibung
Die Pagode wurde zwischen 1939 und 1951 mit Hilfe von Spendengeldern erbaut; treibende Kraft war der Abt Moe Nyin Sayadaw U Kyauk Lon. Die gesamte Menschheit sollte von dem Heiligtum profitieren. Am Eingang sind deshalb die Gründungsdaten in 16 Sprachen verzeichnet. Der deutsche Text lautet:

„Der Bau dieser Sambuddha Kat Kyaw Pagoda wurde begonnen durch den ehrwürdigen Sayadaw aus Mohnyin Tawya im Jahre 1301 der burmesischen Zeitrechnung und beendet im Jahre 1313 der burmesischen Zeitrechnung als er sein 80. Lebensjahr erreichte.“

Der Aussichtsturm darf nur barfuß von Männern über eine Wendeltreppe bestiegen werden und bietet einen Blick über 471 Stupas verschiedener Größe.
Die Wände im Inneren des Tempels sind mit Buddhastatuen von winzigen Abmessungen bis zu meterhohen Maßen übersät: es sind genau 582.357 Bildnisse Buddhas vorhanden. Zahlreiche bunt bemalte und üppig ausgeschmückte Andachtsstellen laden den gläubigen Buddhisten zum Verweilen ein. Auf westliche Besucher wirkt die Ausstattung des Tempels eher überladen und verwirrend.

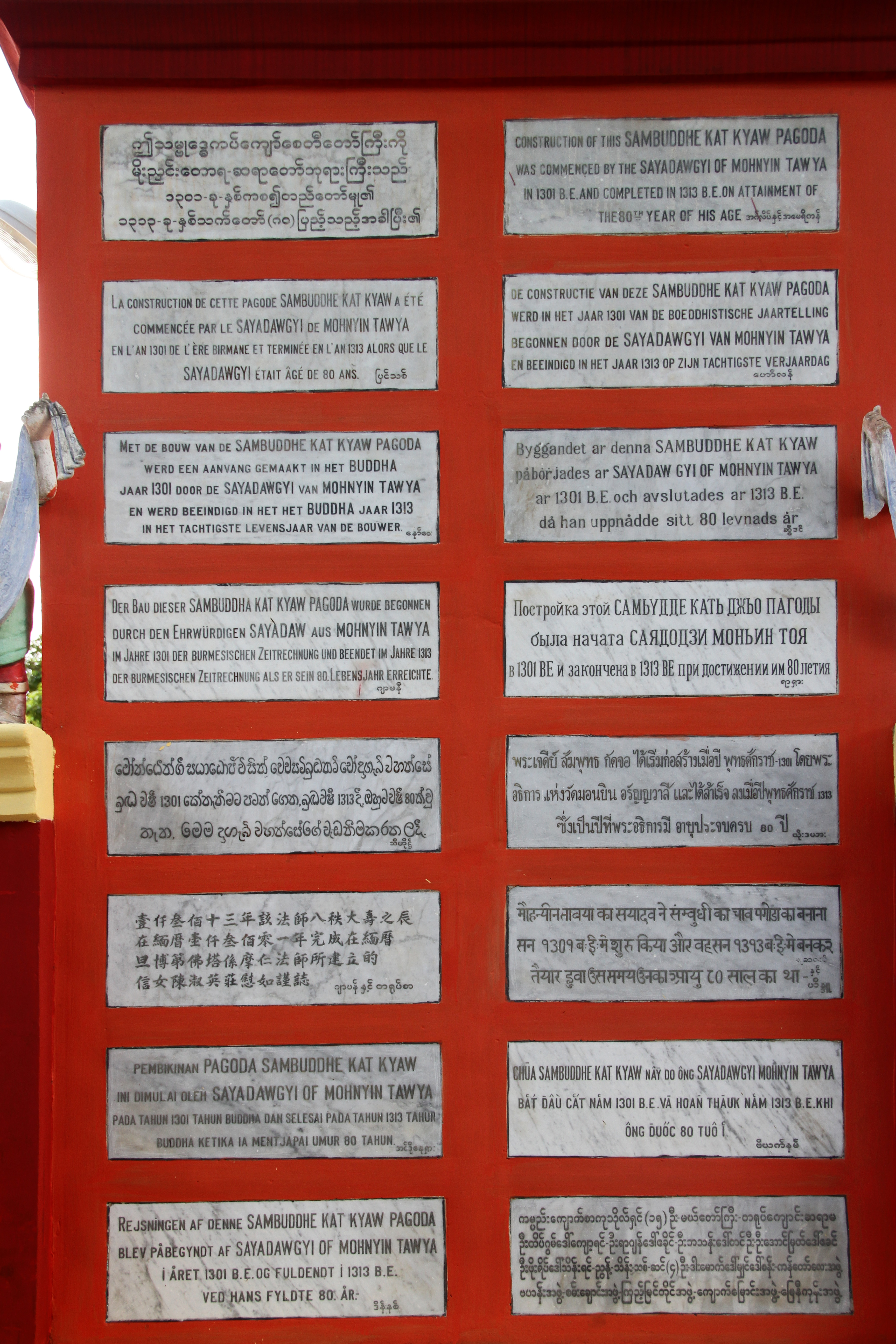
Gründungsdaten
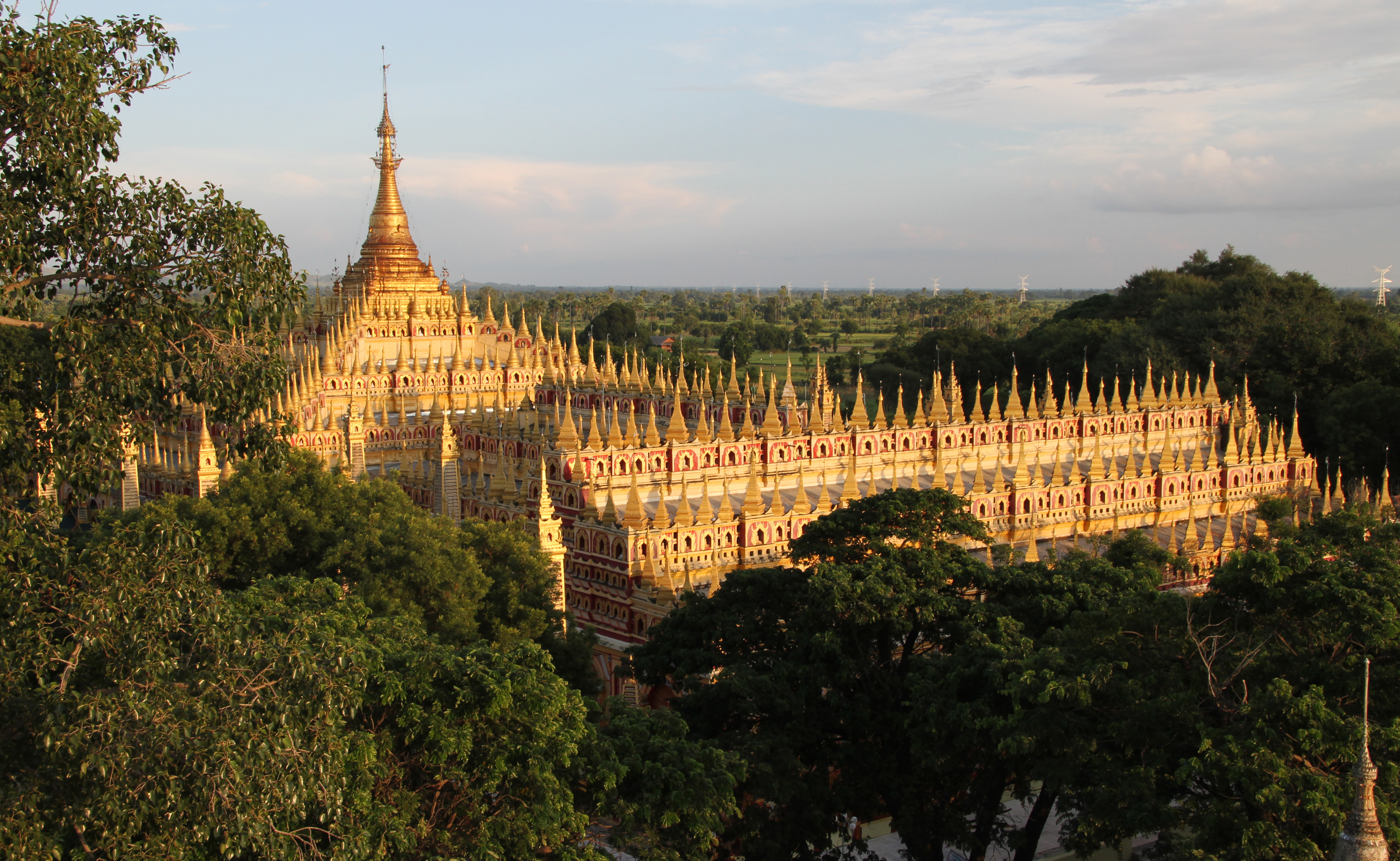
Vom Aussichtsturm
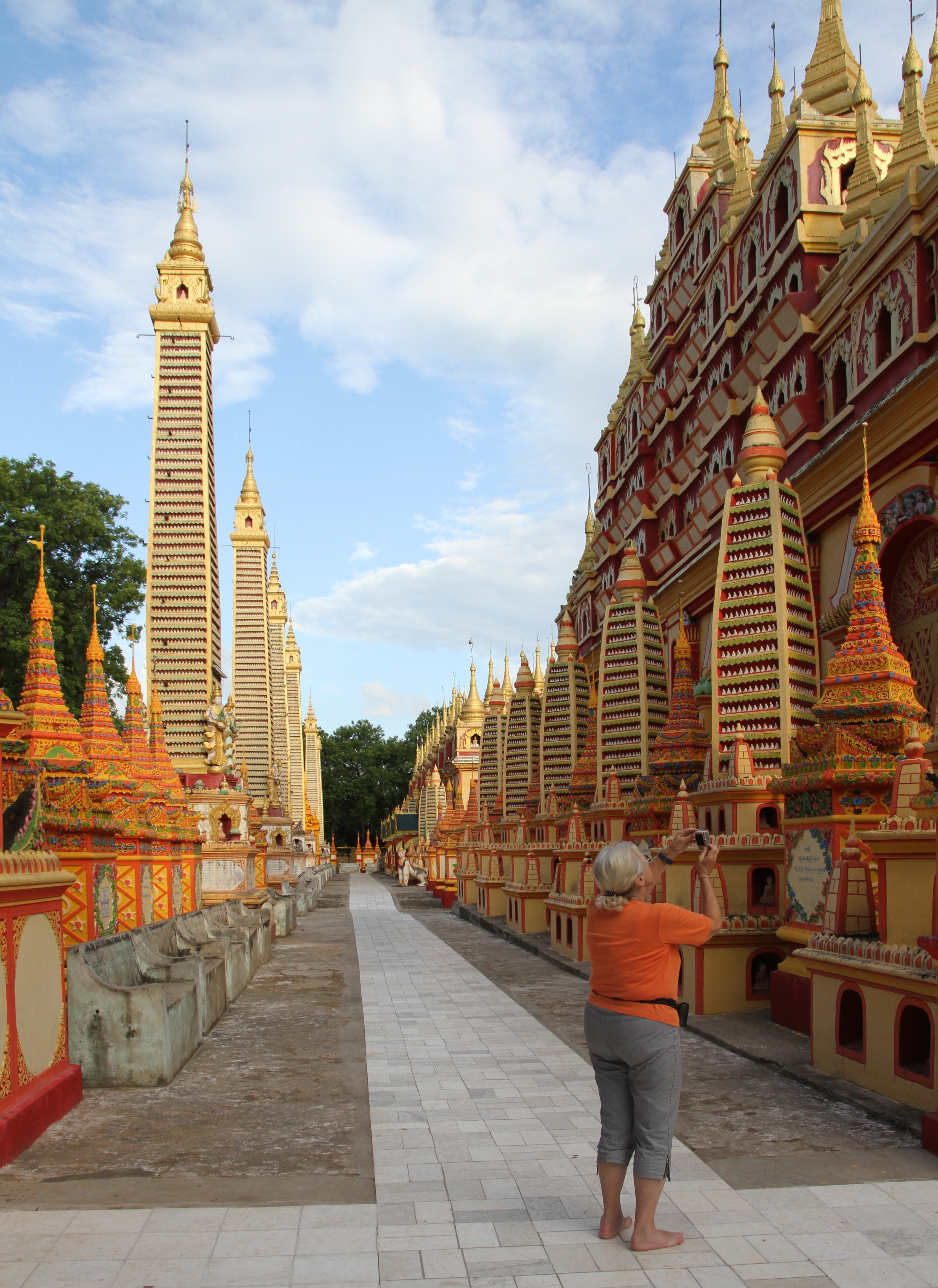
Rundgang
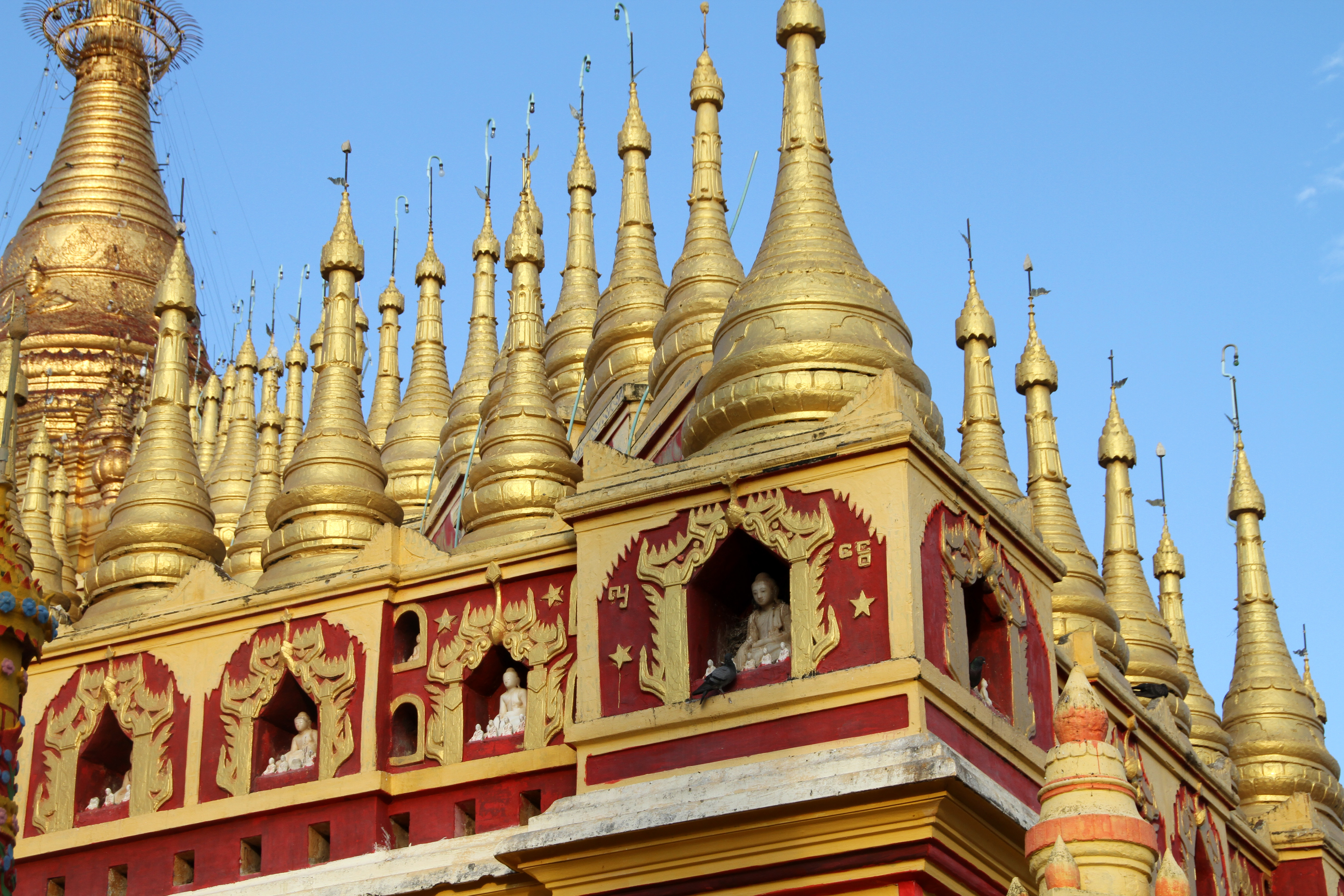
Vergoldete Stupas
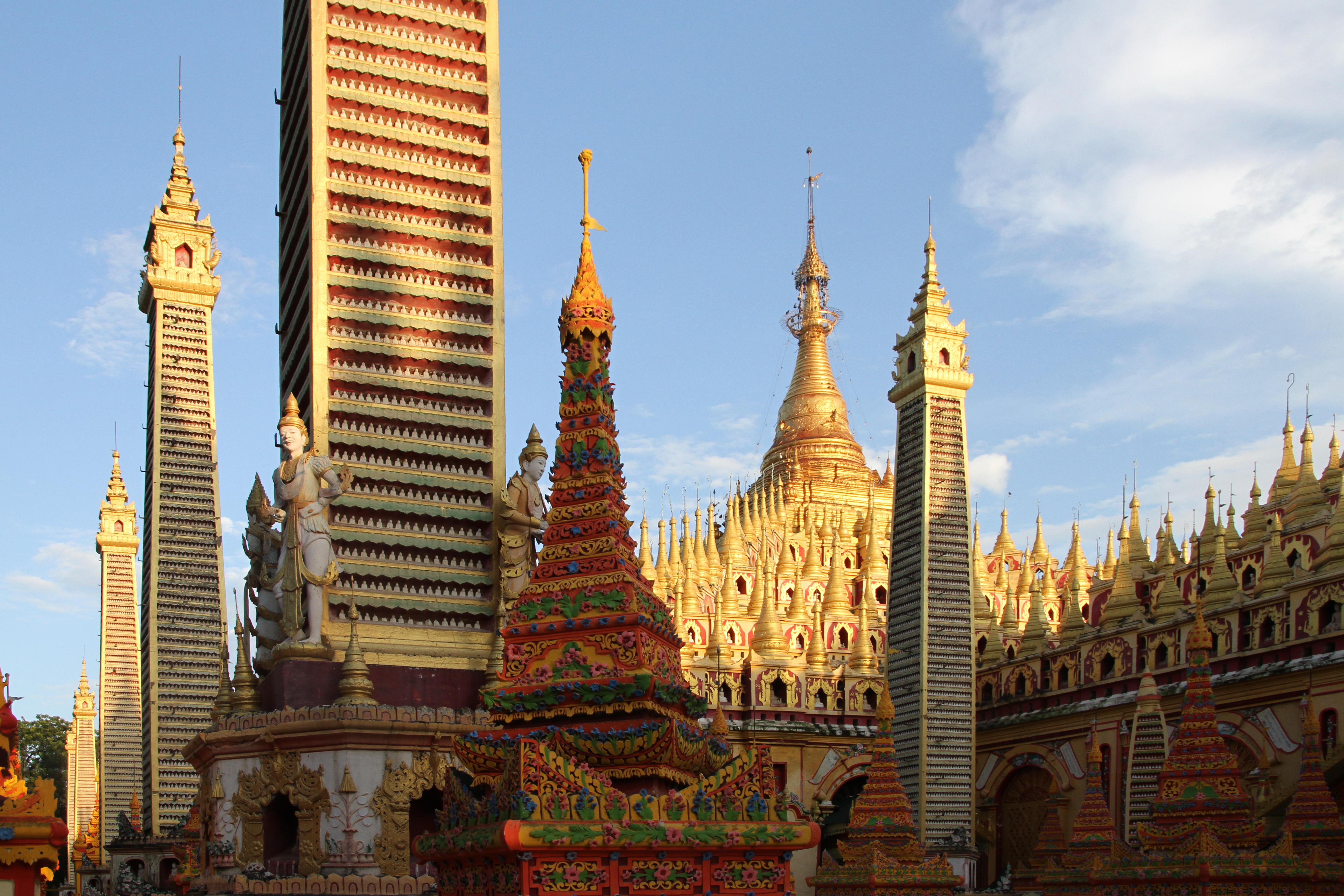
Große Stupas
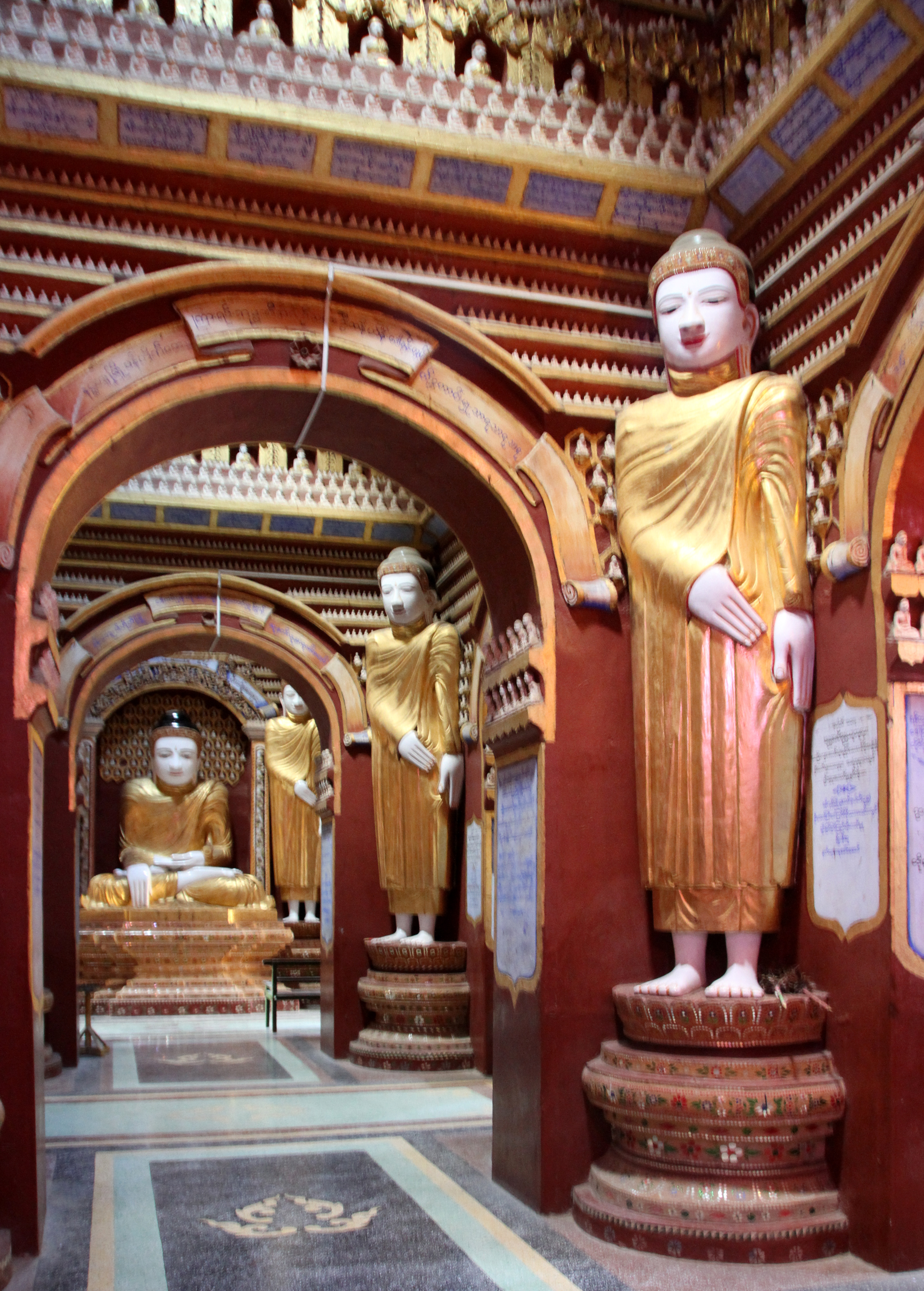
Wandelgang
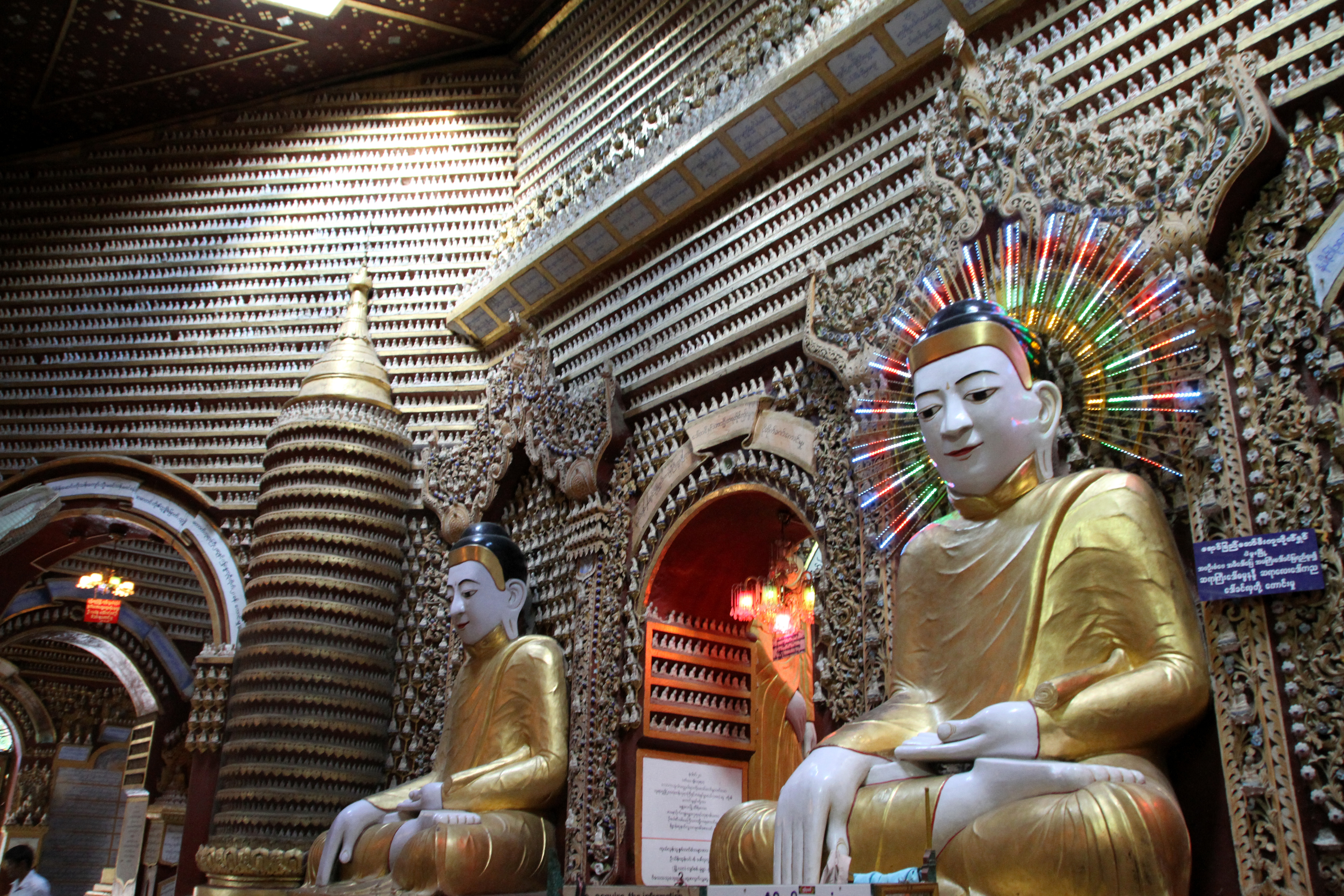
Buddhas
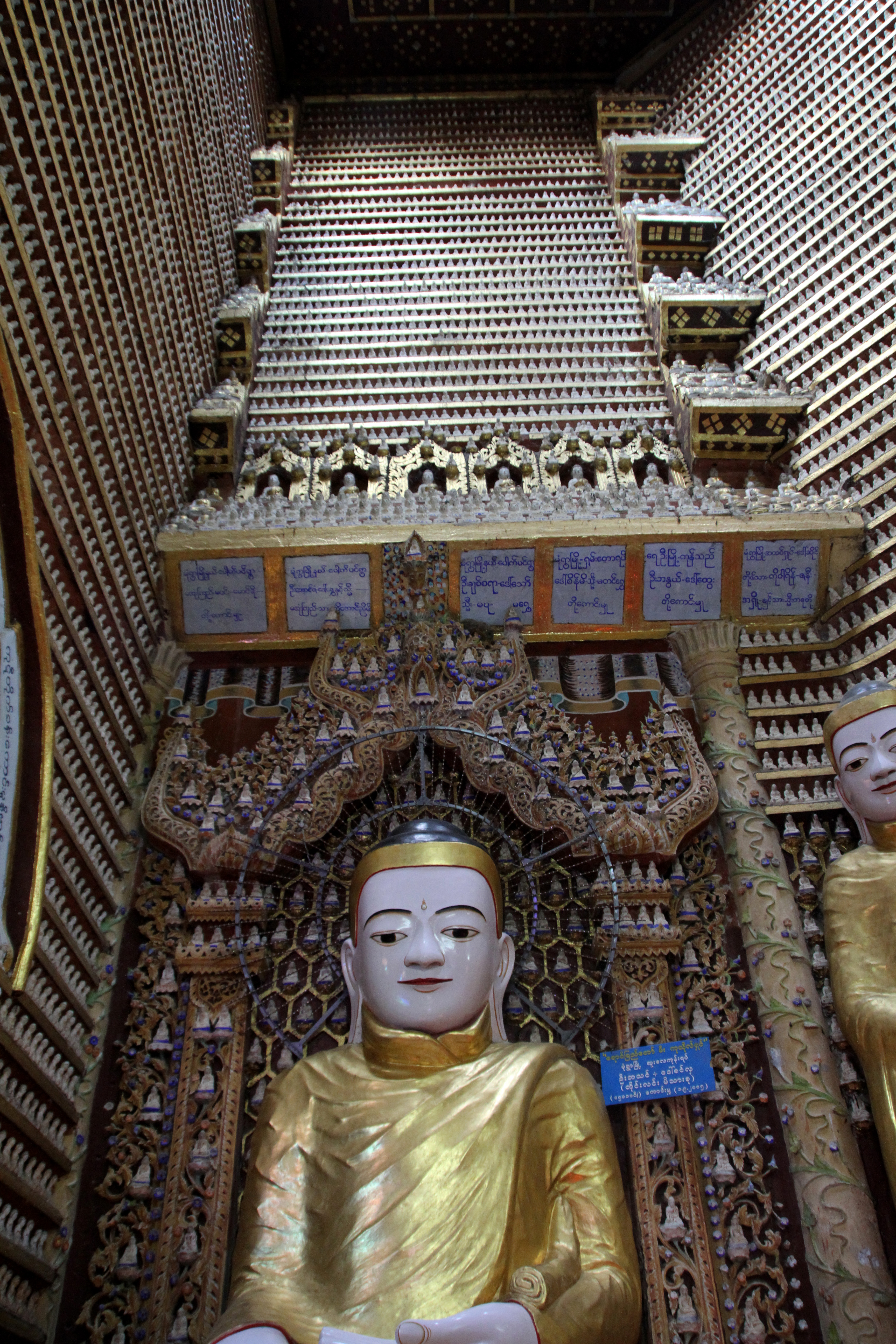
Buddhas bis zur Decke
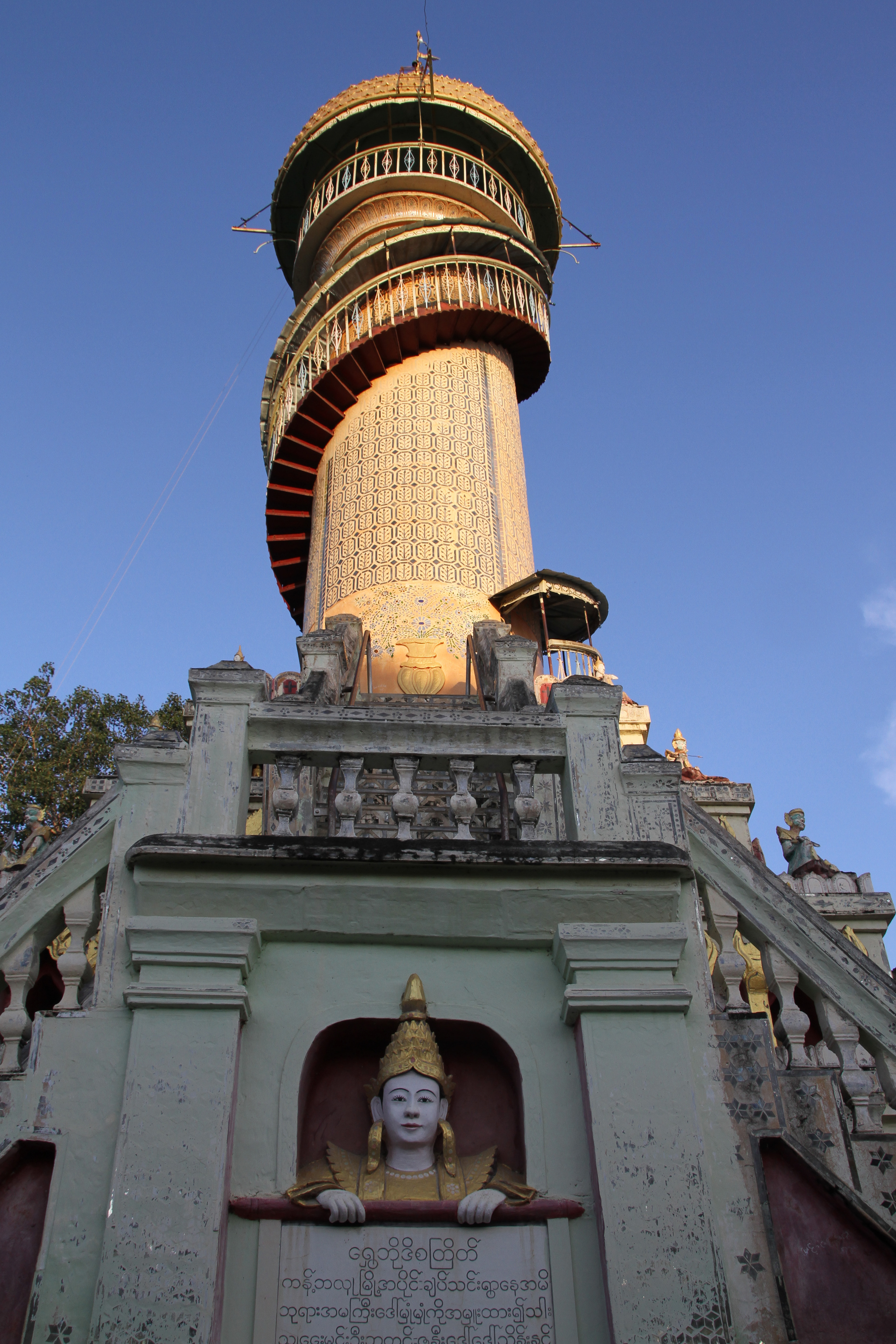
Aussichtsturm
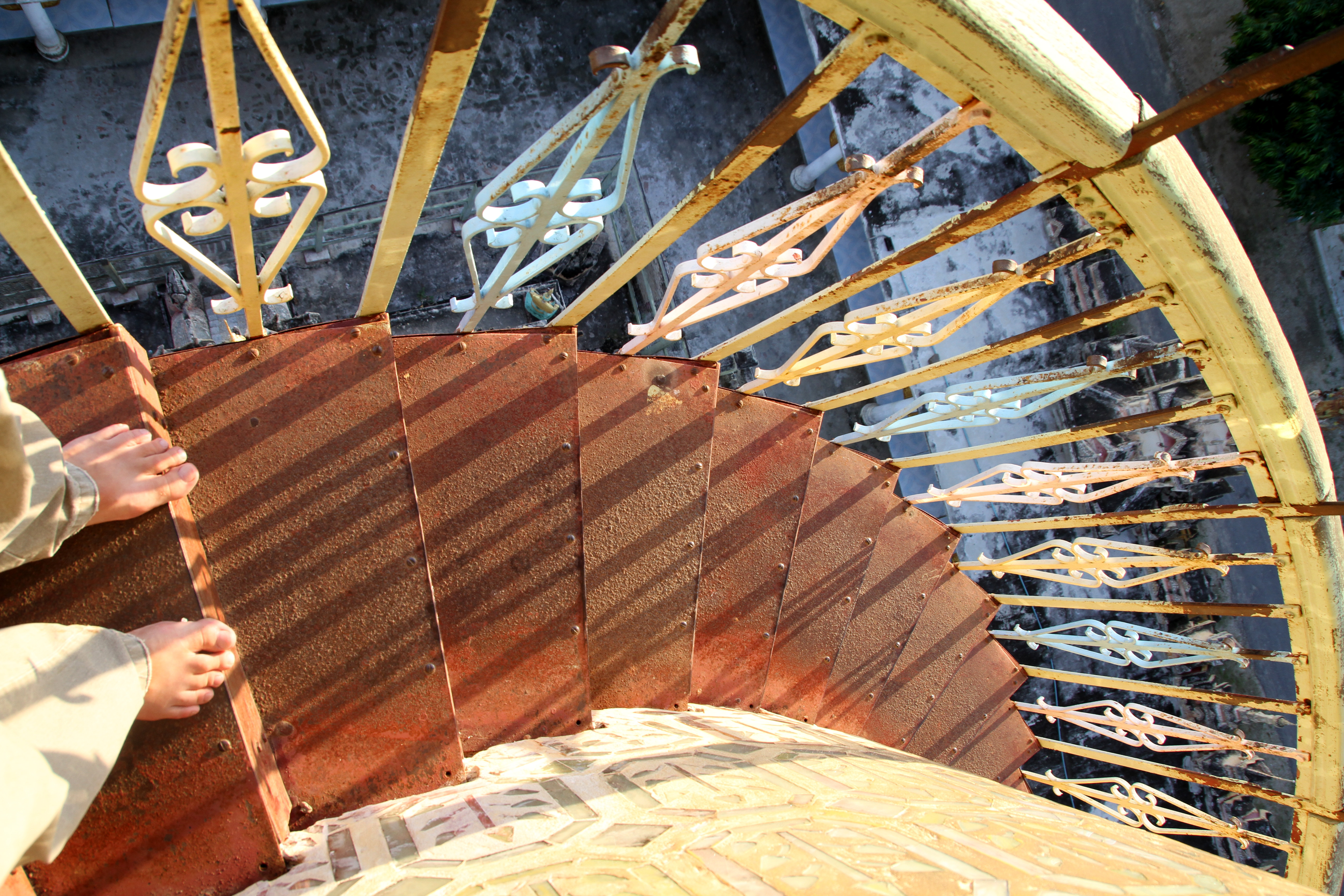
Treppe zum Aussichtsturm
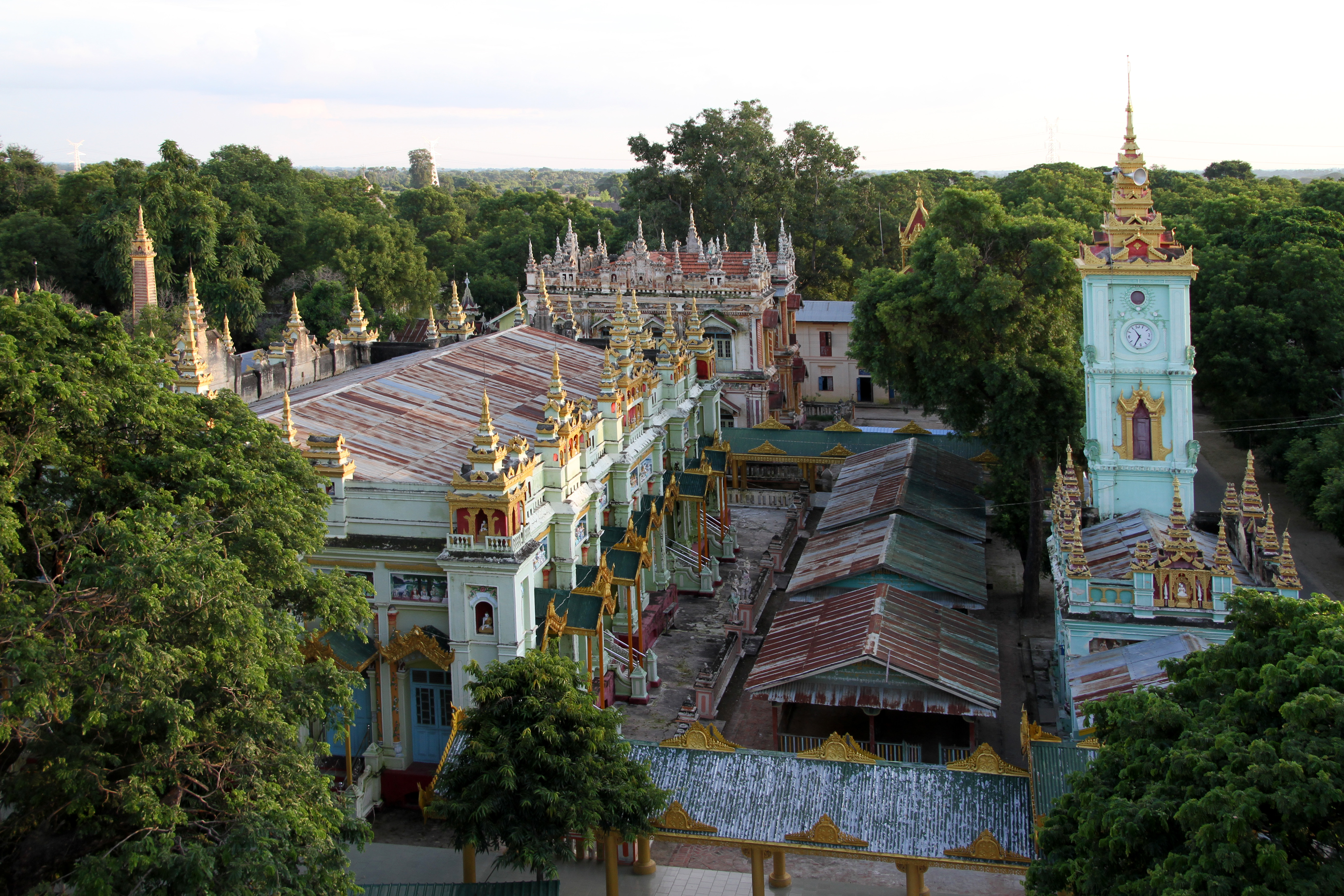
Nebengebäude